# Die Nacht der Seele
Die Nacht der Seele is een album uit 1979 van de Duitse rockgroep Popol Vuh. Het draagt als ondertitel Tantric Songs. Het nummer "Engel der Luft" verscheen in 1982 op de soundtrack Fitzcarraldo van de gelijknamige film van Werner Herzog.

## Tracks
1. "Mantram der Erdberührung I" – 2:13
2. "Engel der Luft" – 2:38
3. "Mit Händen, mit Füßen" – 2:42
4. ""Wo bist Du, der Du überwunden hast?" / "Gesegnet Du, Bei Deiner Ankunft"" – 5:41
5. "Mantram der Erdberührung II" – 2:12
6. "Im Reich der Schatten" – 2:10
7. "Wanderer durch die Nacht" – 4:07
8. "Mantram der Herzberührung I" – 1:48
9. "Auf dem Weg" – 2:53
10. "Mantram der Herzberührung II" – 1:40
11. "In der Halle des Lernens" – 4:02

Op een cd-heruitgave uit 2005 op het label SPV werden als bonus "Mantram der Stirnberührung I", "Zusammenkunft", "Mantram der Stirnberührung II" en "Im Garten der Ruhe" opgenomen.

## Bezetting
- Florian Fricke: piano, zang
- Daniel Fichelscher: gitaar, percussie
- Djong Yun: zang
- Renate Knaup: zang
- Susan Goetting: hobo
- Alois Gromer: sitar